# 데메우 자드라예프
데메우 누르다울레토비치 자드라예프(카자흐어: Демеу Нұрдәулетұлы Жадраев 데메우 누르대울래툴르 자드라예프, 러시아어: Демеу Нурдаулетович Жадраев, 1989년 11월 2일~)는 카자흐스탄의 레슬링 선수이다. 2024년 하계 올림픽 남자 그레코로만형 웰터급에서 은메달을 획득했으며 세계 선수권 대회에서 은메달 1개를 획득했다.